# Capitán Solari
Capitán Solari är en ort i Argentina.   Den ligger i provinsen Chaco, i den nordöstra delen av landet, 900 km norr om huvudstaden Buenos Aires. Capitán Solari ligger 80 meter över havet och antalet invånare är 2 123.
Terrängen runt Capitán Solari är mycket platt. Runt Capitán Solari är det glesbefolkat, med 10 invånare per kvadratkilometer.. Närmaste större samhälle är Colonia Elisa, 14,8 km söder om Capitán Solari.
I omgivningarna runt Capitán Solari växer huvudsakligen savannskog.